# Precinct de Metropolis no 3
Le precinct de Metropolis n° 3 est un precinct électoral du comté de Massac dans l'Illinois, aux États-Unis. En 2010, ce precinct comptait une population de 794 habitants.

## Source de la traduction
- (es) Cet article est partiellement ou en totalité issu de l’article de Wikipédia en espagnol intitulé « Distrito electoral de Metropolis n.º 3 » (voir la liste des auteurs).